# Stadio Marcel Michelin
Lo stadio Marcel Michelin (in francese Stade Marcel-Michelin o, più propriamente, Parc des Sports Marcel-Michelin) è un impianto di rugby a 15 di Clermont-Ferrand (Puy-de-Dôme), in Francia.
Fondato nel 1911 da Marcel Michelin, è il terreno di gioco interno dell'ASM Clermont Auvergne, società di rugby che esercita il diritto di enfiteusi sull'impianto pur sorgendo esso su un terreno di proprietà della Michelin.

## Storia
Lo stadio nacque nel 1911 per volontà di Marcel Michelin, figlio dell'industriale degli pneumatici André Michelin, la cui fabbrica sorge proprio a Clermont-Ferrand.
Marcel Michelin fu fondatore della polisportiva Association Sportive Michelin, all'epoca dedita solo al calcio e al rugby; su un terreno di proprietà della famiglia fece sorgere il campo di gioco; 10 anni più tardi fu costretto a cambiare il nome alla società in quanto fu proibito per legge di associare nomi commerciali ad altri ambiti onde evadere le tasse sulla pubblicità e la polisportiva mantenne l'acronimo chiamandosi Association Sportive Montferrandaise.

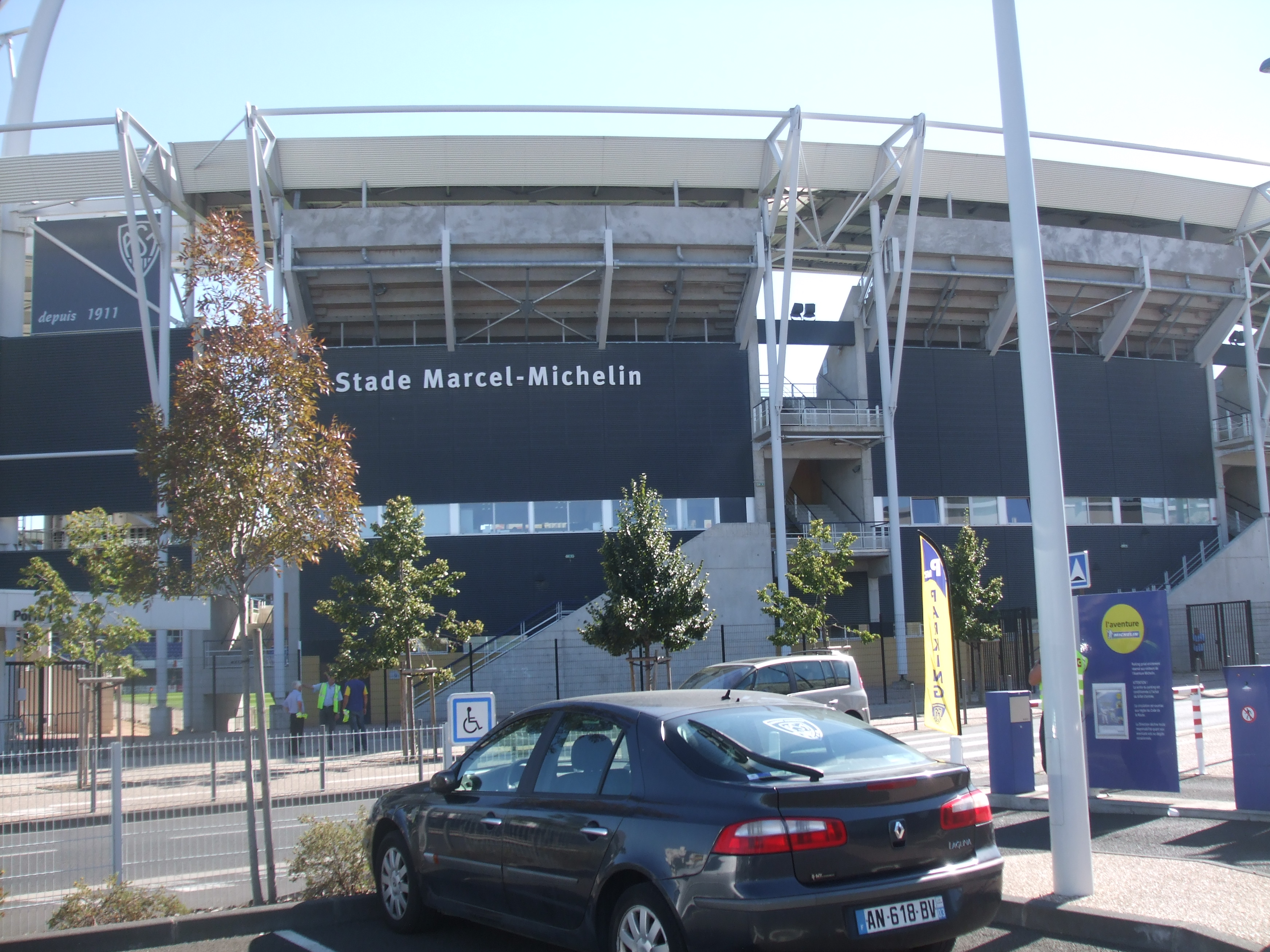
Esterno dello stadio nel 2013

Lo stadio Michelin fu testimone della promozione della squadra in prima divisione al termine del campionato nazionale d'Onore 1924-25, vinto battendo Biarritz in finale.
Da allora l'ASM non è mai retrocesso.
I primi lavori all'impianto giunsero nel 1968, quando si costruì la grande tribuna centrale.
Del 1999 è invece la costruzione della Tribuna Auvergne, quella un tempo riservata ai possessori di biglietto a prezzi popolari.
Tra il 2006 e il 2009 furono realizzati alcuni parcheggi, un'espansione della tribuna centrale e una nuova tribunetta di meno di 2 000 posti.
Nel 2011 furono effettuati dei lavori di chiusura degli spigoli tra le tribune e di installazione di due maxischermi negli angoli di nord-est e sud-ovest.
I lavori, progettati dallo studio Ameil e realizzati da Dumez-Lagorsse, entrambi di Clermont-Ferrand, ebbero un costo stimato di circa 8,5 milioni di euro e portarono all'ampliamento della superficie di circa 1 000 metri quadri con ricavo di spazio per le attività commerciali.
Nel 2013, invece, visti gli inverni rigidi della regione (l'Alvernia) e lo scarso tempo di recupero per riportare la superficie di gioco a un livello accettabile per gli standard della prima divisione francese, la società decise di dotare il prato di un impianto di riscaldamento sotterraneo.
La società Omerin, per il costo di circa 300 000 euro, installò diversi chilometri di cavi elettrici a 30 centimetri sotto la superficie di calpestìo al fine di mantenere la temperatura del manto erboso sopra i 5 gradi centigradi, onde permetterne la costante ricrescita.

## Caratteristiche

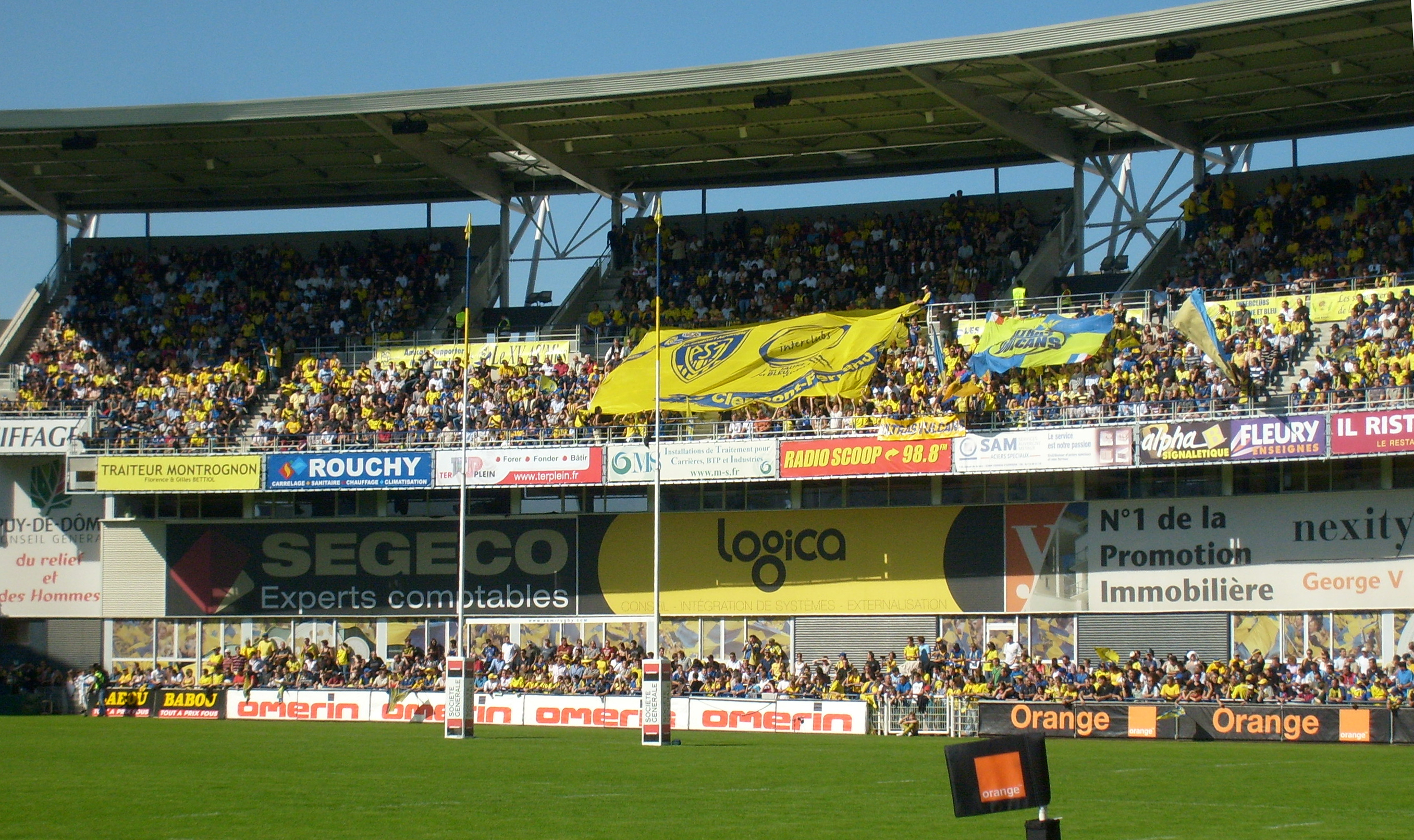
I sostenitori della tribuna Philiponeau

Lo stadio Michelin è capace, al 2015, di 18 030 spettatori, dei quali circa 13 000 a sedere in tribuna; poco più di 3 000 sono disponibili a bordo campo, gli accessi per incontro riservati agli invalidi sono 40 più altrettanti accompagnatori.
La superficie totale dell'impianto è di 42 000 metri quadri, e i due schermi LCD installati agli angoli opposti delle tribune hanno una superficie di 35 metri quadri ciascuno.
Esso è anche dotato di un parcheggio da 570 posti oltre a essere raggiungibile dalla fermata Stade Marcel-Michelin del tram monorotaia di Clermont-Ferrand.
Lo stadio ha fama di essere tra i più difficili campi per le squadre ospiti, anche per via della sua tifoseria molto accesa e che si identifica in maniera molto passionale con uno dei simboli della città insieme alla fabbrica della Michelin, nei cui paraggi lo stadio sorge.
In effetti, la testata sportivo-giornalistica statunitense Bleacher Report condusse nel 2014 un sondaggio per stabilire quale fosse lo stadio di rugby ritenuto più intimidatorio al mondo, e il Marcel Michelin risultò essere quello che maggiormente veniva visto mettere soggezione alle squadre ospiti, davanti ad altri storici impianti quali Ellis Park di Johannesburg (Sudafrica), Thomond Park a Limerick (Irlanda) e, per rimanere nello stesso Paese, il Mayol di Tolone.
A conferma di tale percezione di solidità tra le mura amiche rileva la lunga striscia di imbattibilità, tradottasi in 77 vittorie ufficiali consecutive, che il Clermont stabilì tra il 21 novembre 2009, data della sua ultima sconfitta in casa, a opera del Biarritz, e il 10 maggio 2014, quando a interrompere la serie fu il Castres, vittorioso in semifinale di campionato per 22-16, ponendo fine a un periodo di 4 anni, 5 mesi e 19 giorni senza rovesci interni.